# Arena Football

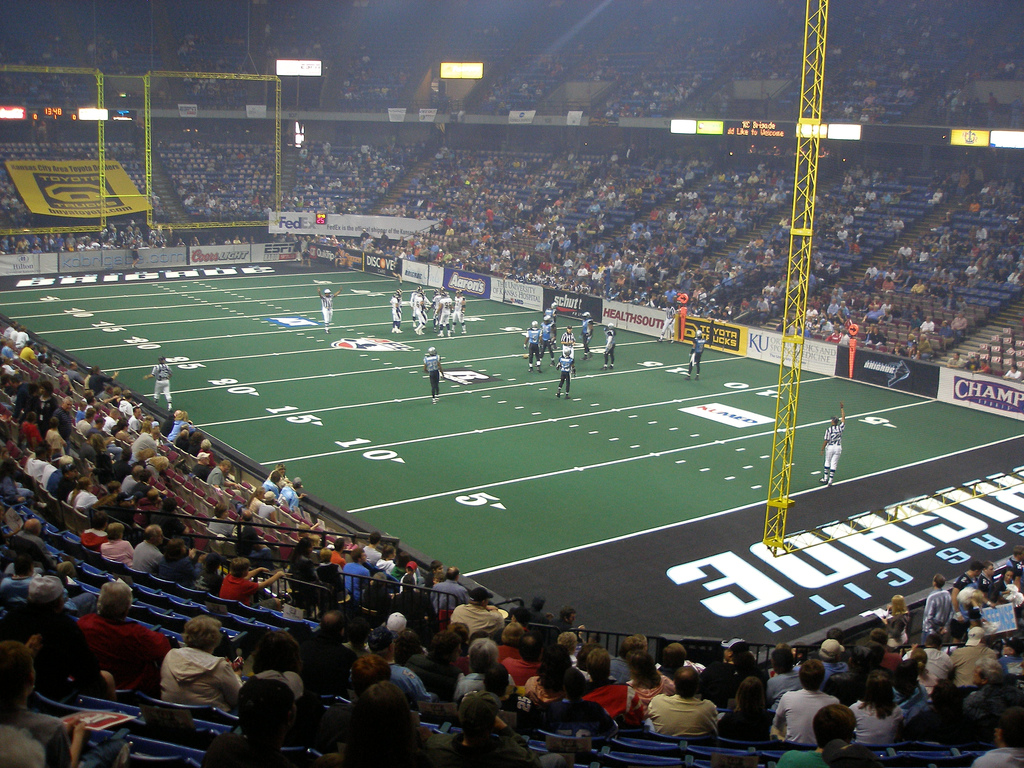
Die Kemper Arena in Kansas City.

Arena Football ist eine aus dem American Football entstandene und diesem sehr ähnliche Ballsportart, die zu den zusammenfassend als Gridiron Football bezeichneten Spielen gehört. Wesentlicher Unterschied ist, dass Arena Football in Hallen gespielt wird.

## Regeln
Aufgrund der räumlichen Einschränkung wird Arena Football mit abgewandelten Regeln des Freiluft-Footballs gespielt. So ist das Spielfeld bedeutend kleiner (50 yds = 45,72 m) und von einer Mauer umzogen, die als Schutz aufgrund der räumlichen Dichte wirken soll. Diese „Verkleinerung“ der Spielmedien zieht sich durch alle Bereiche des Spiels, so lassen sich die enger zusammen liegenden posts (eine Art U-förmiges Tor im Football) im Vergleich mit dem American Football nennen. Zudem befinden sich pro Team nur acht Spieler auf dem Feld (drei weniger als beim NFL-Football), und bis auf zwei Spezialisten und den Quarterback müssen alle im Angriff und in der Verteidigung spielen (Ironman Football).
Ein weiterer offensichtlicher Unterschied ist aber, dass neben den Posts Netze gespannt sind. So geht der Kick-Off (der Abschlag mit dem der Ball ins Spiel gebracht wird) in das Netz und wird erst beim Herunterfallen aufgenommen.
Da sich im Arena Football ein Angriffsspieler im Gegensatz zum normalen Football vor dem Snap auch nach vorne bewegen darf, sprintet meist ein Wide Receiver auf die Line of Scrimmage zu, um sich einen Vorteil gegenüber der Verteidigung zu verschaffen.
Das Punten des Balls ist generell verboten. Wurden in den ersten drei Versuchen nicht die erforderlichen zehn Yards (= 9,144 m) für einen neuen ersten Versuch erzielt, so hat die Offense beim vierten Versuch entweder die Möglichkeit mit einem Field Goal Punkte zu erzielen, oder mit einem Spielzug die erforderlichen Yards zurückzulegen, um einen neuen ersten Versuch zu ermöglichen bzw. sofort mit einem Touchdown Punkte zu erzielen.
Auf Grund dieser Faktoren ist Arena Football ein sehr schnelles Spiel, bei dem sehr hohe Endergebnisse erzielt werden, die im normalen American Football selten vorkommen, da der Passangriff Vorrang hat. Auf Grund des geringen Ausweichplatzes setzen die Mannschaften nur in Ausnahmesituationen auf das Laufspiel.

## Unterschied Arena vs. Indoor Football

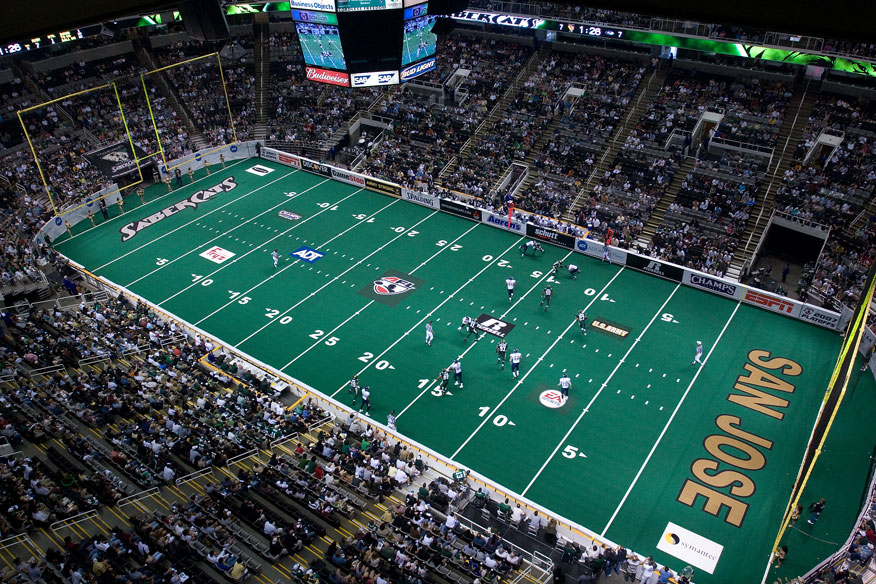

Eine alternative Variante zum Arena Football ist Indoor Football. Während Spielfeldgröße und Anzahl Spieler identisch sind, gibt es Unterschiede in der Aufstellung und Verhalten der einzelnen Positionen. Während im Arena Football in der Offensive nur ein Receiver vor dem Snap „in motion“ (= in Bewegung) sein darf, dürfen sich im Indoor Football jegliche Receiver vor dem Snap bewegen.
Auch in der Defensive gibt es einen gravierenden Unterschied. In einer imaginären „Box“, die sich in einem Streifen 5 Yards hinter der Line of Scrimmage befindet, müssen sich immer mindestens fünf Defensivspieler befinden. Darüber Hinaus gibt es im Arena Football jeweils einen sogenannten Mac Linebacker und Jack Linebacker. Der Mac Linebacker darf den Quarterback jederzeit tacklen, der Jack Linebacker aber, muss sich nur in einer imaginären „Box“ bewegen und darf diese erst verlassen, um zum Beispiel den Quarterback anzugreifen, wenn der Quarterback aus seiner Pocket kommt oder den Ball wirft. Sollte der Jack Linebacker seine „Box“ vorher verlassen, bekommt die Defense eine Strafe. Der Erfinder des Arena Footballs Jim Foster, wollte damit erreichen, dass der Ball im Gegensatz zur NFL mehr geworfen wird, da es extrem schwierig ist mit dem Ball zu laufen, weil sehr viele Spieler auf einem engen Abschnitt des Spielfelds versammelt sind.
Im Indoor Football gibt es keine Mac oder Jack Linebacker. Jeder Verteidiger darf jederzeit den Quarterback attackieren und tacklen. Zwar gibt es auch im Indoor Football eine 5 Yard lange Zone, allerdings dürfen sich in dieser nur die Defensive Linemen aufhalten. Somit ist es im Indoor Football weitaus einfacher den Ball zu laufen.

## Bekannte Spieler
Der wohl berühmteste ehemalige Arena-Football-Spieler ist Quarterback Kurt Warner, der nach seiner Saison mit dem Arena-Football-Team Iowa Barnstormers vom NFL-Club St. Louis Rams verpflichtet wurde. Er avancierte später zum NFL-MVP und konnte mit den Rams den Super Bowl gewinnen.
Als bester Spieler, der jemals in der Arena Football League spielte, gilt Eddie Brown. 2006 wurde Brown zum bestens Spieler der Liga-Geschichte gewählt. Zu einem Einsatz in der NFL kam er nie. Er ist der Vater des ehemaligen Wide Receivers Antonio Brown.
Auch Jay Gruden, der in der NFL die Cincinnati Bengals und Washington Redskins als Head Coach trainierte, gewann vier ArenaBowls als Spieler und zwei als Trainer in der Arena Football League.

## Ligen

### Aktuell
- Arena Football One (8 Mannschaften; seit 2025)
- Indoor Football League (14 Mannschaften; seit 2008)
- National Arena League (9 Mannschaften; seit 2017)
- The Arena League (6 Mannschaften; seit 2024)
- American Arena League 2 (12 Mannschaften; seit 2023)

### Ehemalige Ligen
- Arena Football League (1987–2008, 2010–2019), 2024 neu gegründet und 2025 in AF1 aufgegangen
- af2 (Minor League der AFL, 2000–2008)
- National Indoor Football League (2001–2007)
- Intense Football League (2003–2008, Fusion mit UIF zur IFL)
- United Indoor Football (2008–2008, Fusion mit IntenseFL zur IFL)
- Champions Indoor Football (2014–2023, in AFL aufgegangen)